# Eduard Lederer

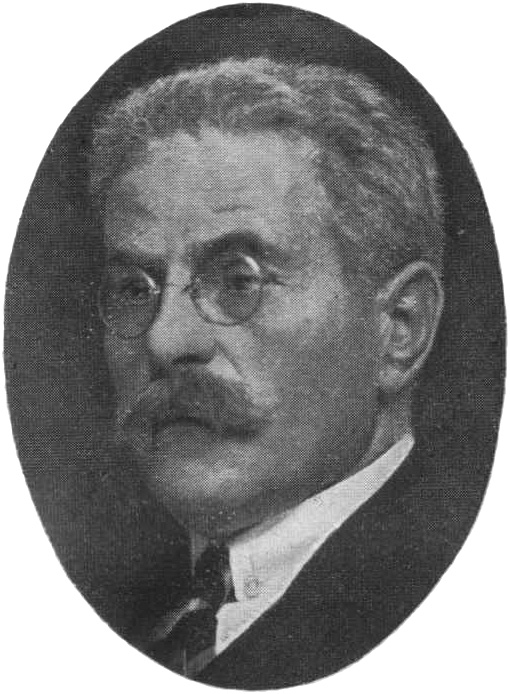
Eduard Lederer (vor 1927)

Eduard Lederer, auch Leda, (* 15. Juli 1859 in Chotoviny, Kaisertum Österreich; † 5. Juni 1944 im Ghetto Theresienstadt) war ein jüdisch-tschechischer Rechtsanwalt, Politiker und Schriftsteller. Lederer war Opfer des Holocaust.

## Leben
Lederer studierte Rechtswissenschaften an der Universität Prag und promovierte 1883 zum Doktor der Rechtswissenschaften. Anschließend war er als Advokat-Konzipient in Prag tätig und arbeitete ab 1890 als niedergelassener Rechtsanwalt in Neuhaus. Lederer war verheiratet, das Paar hatte zwei Kinder. Lederer engagierte sich in der tschechisch-jüdischen Bewegung als einer der Protagonisten und Publizisten. Lederer, der unter dem Pseudonym Leda publizierte, widmete sich insbesondere der tschechisch-jüdischen Frage sowie der Landes- und Kommunalpolitik. 

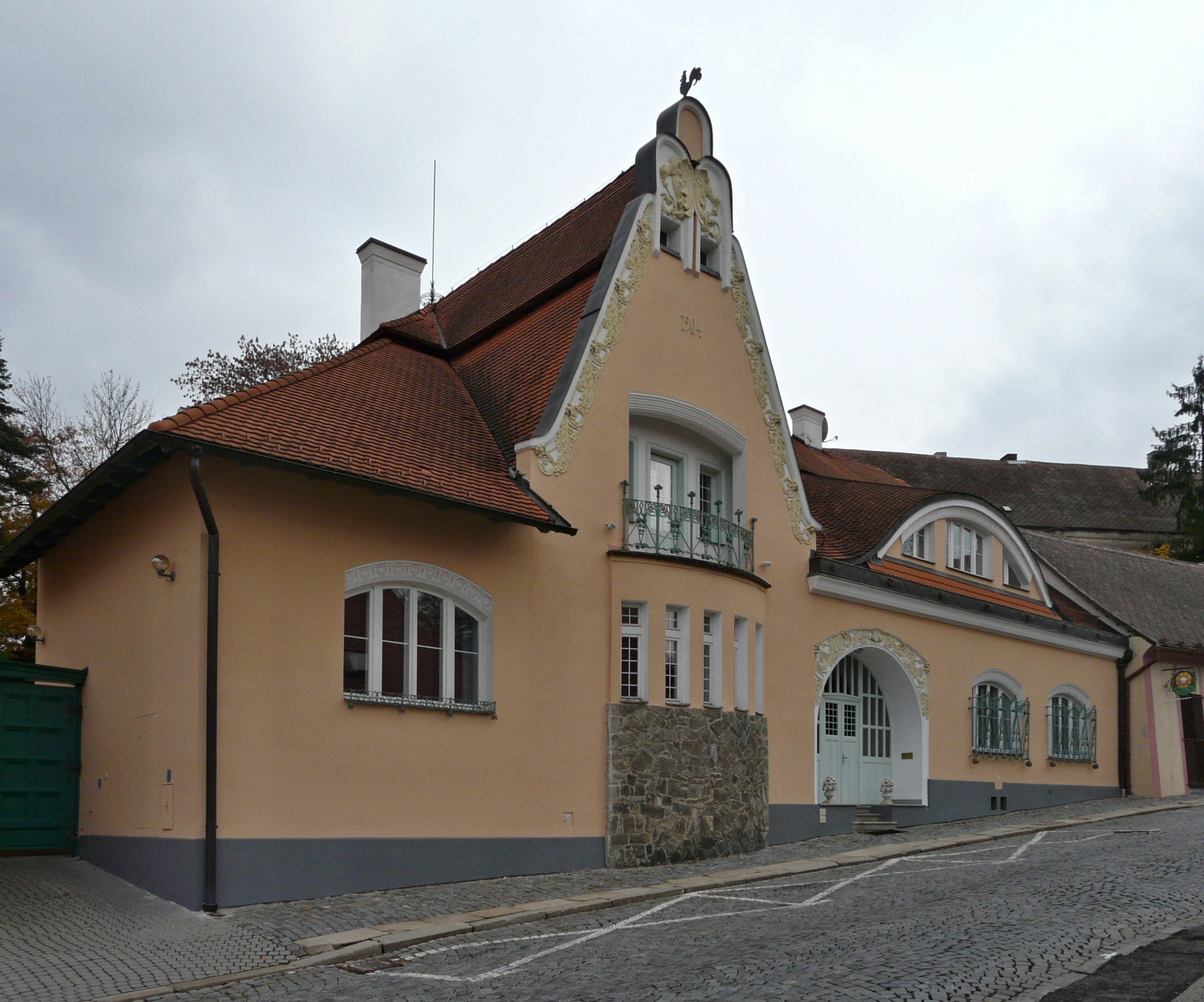
Villa Lederer in Jindřichův Hradec von Otakar Novotný

In diesem Zusammenhang setzte er sich insbesondere mit Antisemitismus auseinander. Er war zudem Autor von Dramen, Romanen und Schriften, die epische Geschichte zum Gegenstand haben. Nach Gründung der Tschechoslowakei wurde er Referent für jüdische Kultusangelegenheiten im Tschechoslowakischen Schulministerium und verblieb in dieser Funktion bis 1926. Danach war er wieder als Rechtsanwalt in Prag tätig.
Lederer wurde aufgrund seiner jüdischen Herkunft 1942 in das Ghetto Theresienstadt deportiert. Im Theresienstadt-Konvolut ist er als „A-Prominenter“ aufgeführt. Lederer verstarb in Theresienstadt am 5. Juni 1944.